# Un giorno da cani (film)
Un giorno da cani (Puttin' on the Dog) è un film del 1944 diretto da William Hanna e Joseph Barbera. È il sedicesimo cortometraggio animato della serie Tom & Jerry, prodotto dalla Metro-Goldwyn-Mayer e uscito negli Stati Uniti il 28 ottobre 1944. Il cartone animato ruota attorno ai tentativi di Tom di travestirsi da cane al fine di mettere le mani su Jerry, che si è nascosto in un canile. Il corto venne rieditato il 20 ottobre 1951.

## Trama
Per sfuggire a Tom, Jerry si rifugia in un canile. Il gatto decide allora di infiltrarsi nel canile usando una maschera da cane. Mentre dà la caccia a Jerry, Tom rischia più volte di farsi scoprire da Spike (che era stato catturato nel corto precedente, La guardia del corpo). I rischi aumentano quando Jerry, durante un inseguimento, fa cadere Tom e gli ruba la maschera. Quest'ultimo infine la recupera ma, nel tentativo di colpire Jerry all'interno di essa, si dà una martellata in testa. Ne risulta un bernoccolo talmente alto da smascherare Tom davanti a Spike che, infuriato, insegue il gatto fino a farlo salire in cima a un palo dopo che Jerry gli ha mostrato un cartello che dice "Sì, stupido! È proprio un gatto!". Il trambusto sveglia tutti i cani che, insieme a Spike, iniziano ad abbaiare a Tom da sotto il palo. Persino Jerry, indossando la maschera, si mette ad imitare il cane arrabbiato che abbaia al gatto.

## Distribuzione

### Edizione italiana
Nell'edizione originale Tom, prima di darsi una martellata in testa, muove la bocca senza parlare. Nell'edizione italiana, invece, dice "Accidentaccio!" (la voce è di Franco Latini).